# Jon Harris
Jon Harris (Sheffield, Reino Unido, 11 de julho de 1967) é um editor de cinema britânico. Como reconhecimento, foi nomeado ao Oscar 2011 na categoria de Melhor Edição por [[]].